# Osborne Computer Corporation

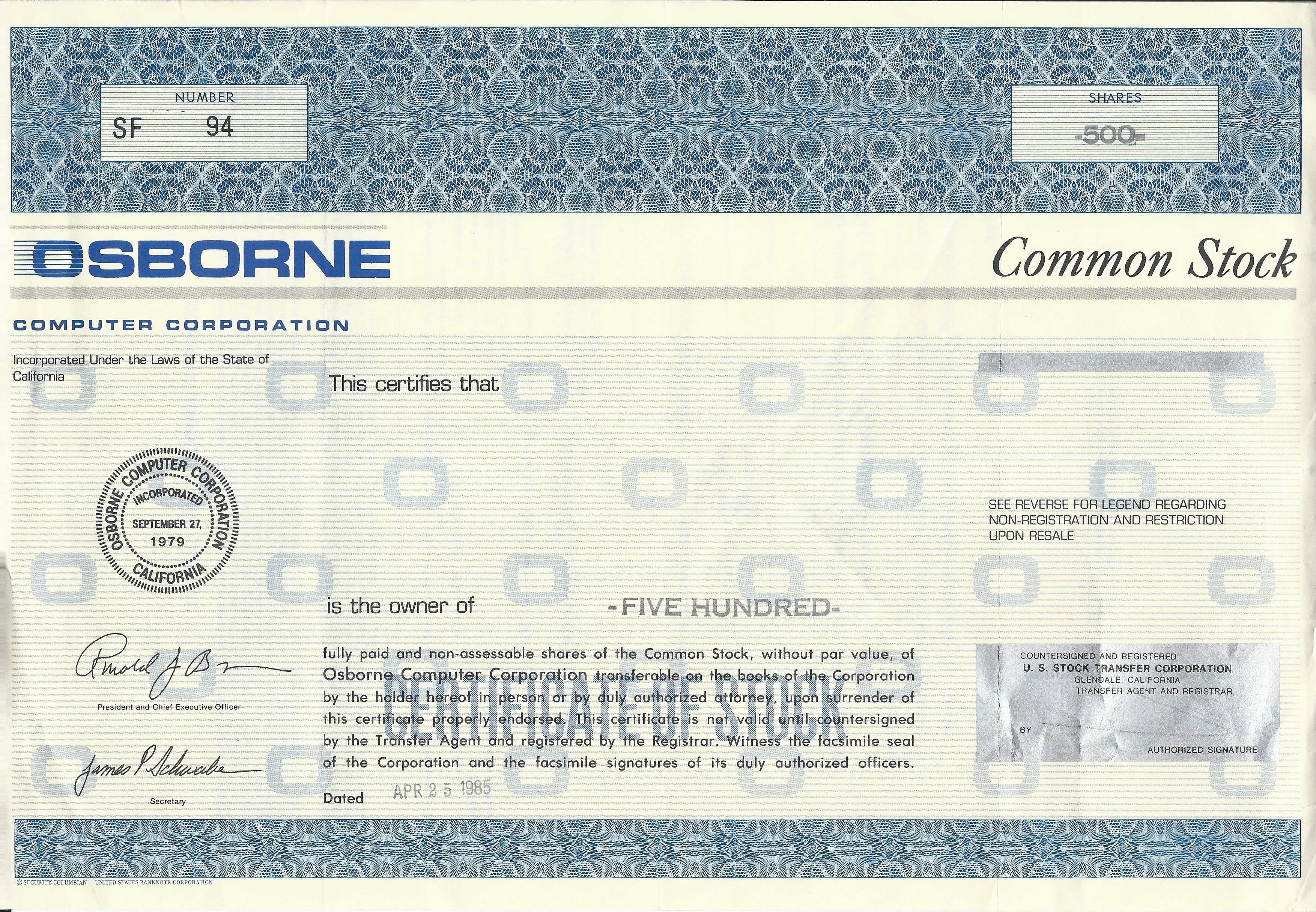
Certificado de ações da Osborne

A Osborne Computer Corporation (OCC) foi uma empresa estadunidense fundada por Adam Osborne em 1980 e baseada num único produto, o primeiro computador pessoal realmente portátil e de uso corporativo prático, o Osborne 1.
A empresa sucumbiu em 1983, vítima do chamado "efeito Osborne": o anúncio do Osborne Executive, sucessor do Osborne 1, foi feito com tanta antecedência e alarde sobre novos recursos, que eventuais interessados deixaram de comprar o Osborne 1, derrubando dramaticamente as vendas da empresa. A Osborne foi obrigada a pedir uma concordata preventiva pouco depois e jamais se recuperou do golpe auto-imposto.